# 사이안화 철
사이안화 철은 다음을 의미한다.
- 사이안화 철(I): 관찰된 성간 분자(영어판)
- 사이안화 철(II)(영어판)
- 페로사이안화물(영어판)
- 페리사이안화물(영어판)

| Disambiguation icon | 이 문서는 명칭이 같은 여러 화합물을 연결하는 색인 문서입니다. |